# 基爾條約
《基爾條約》（丹麥語：Kieltraktaten）（瑞典語：Kielfreden）（挪威語：freden i Kiel）是大不列顛及愛爾蘭聯合王國、瑞典王國與丹麥-挪威王國於1814年1月14日簽訂的條約。它結束了正在進行的拿破崙戰爭中各方之間的敵對行動，其中英國和瑞典是反法陣營（第六次反法聯盟）的一部分，而丹麥-挪威則與法國結盟。
瑞典挾拿破崙戰爭戰勝國的地位，以彈丸之地的瑞屬波美拉尼亞向丹麥換取了整個挪威，至於挪威名下的三個海外殖民地─格陵蘭、冰島和法羅群島則與宗主國分離，繼續由丹麥統治。然而條約生效過程一波三折，挪威於條約簽訂後旋即頒布憲法宣告獨立，並選出克里斯蒂安·弗雷德里克為國王，瑞典最終需揮軍挪威方能迫使其放棄獨立與瑞典聯合；至於丹麥方面更於維也納會議上遭歐洲列強出賣，其波美拉尼亞屬地直接被撥歸普魯士。

## 瑞典入侵挪威
丹麥-挪威的儲君、挪威的駐留總督克里斯蒂安·弗雷德里克王子得悉條約消息後發動挪威獨立，很可能是為了重新與丹麥結成聯合。他不但得到丹麥王室暗中支持，而且獲得挪威顯要支持，故成功煽動了獨立運動。挪威人勸說王子，聲索挪威王位是不智的，他應該暫行攝政，並準備選出制憲大會的國民代表。4月10日，在埃兹沃尔召開的國民大會制訂了憲法。挪威遂選出了克里斯蒂安·弗雷德里克為國王，並於5月17日宣告獨立。其後瑞典入侵挪威，迫使克里斯蒂安·弗雷德里克於10月退位。挪威議會對憲法作出一些必要修改，並於11月4日選出瑞典國王卡爾十三世為挪威國王，標誌着瑞典-挪威聯合正式成立。

## 外部連結
- 基爾條約條文（瑞典文）、（法文）